# Montepulciano
Pour les articles homonymes, voir Montepulciano (homonymie).
Montepulciano est une commune italienne d'environ 14 500 habitants, située dans la province de Sienne,  en Toscane, une des régions d'Italie.
Cette petite ville dont l'architecture est marquée par le style de la Renaissance a toujours beaucoup impressionné ses visiteurs. L'écrivain français Paul Bourget la décrit comme un « véritable bijou de guerre d'une joliesse féroce, serti dans ses remparts d'un dessin net comme un relief de géométrie. » 

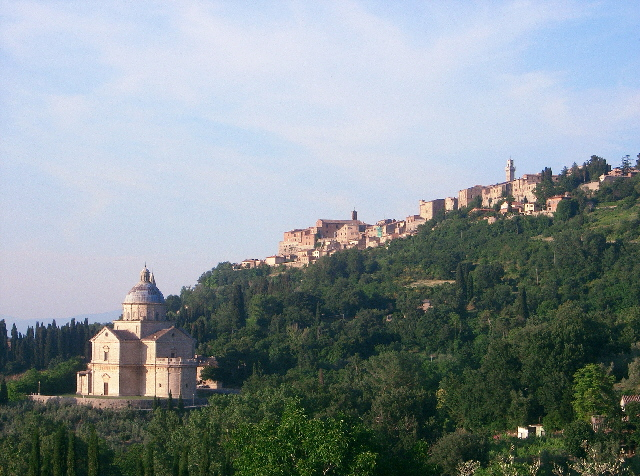
Montepulciano vue du sud-est, avec l'Église San Biagio au premier plan

## Géographie
Montepulciano est située au cœur de la Toscane. La ville s'étire le long d'une étroite crête de grès, dominant deux vallées à une altitude de 605 mètres. Elle est célèbre pour le  Vino Nobile, l'un des vins toscans les plus appréciés.

À vol d'oiseau, la ville est située à 45 km au sud-est de Sienne, chef-lieu de la province, ainsi qu'à 86 km au sud-est de Florence, 42 km au sud d'Arezzo, 45 km à l'ouest de Pérouse et 65 km au nord-est de Grosseto.

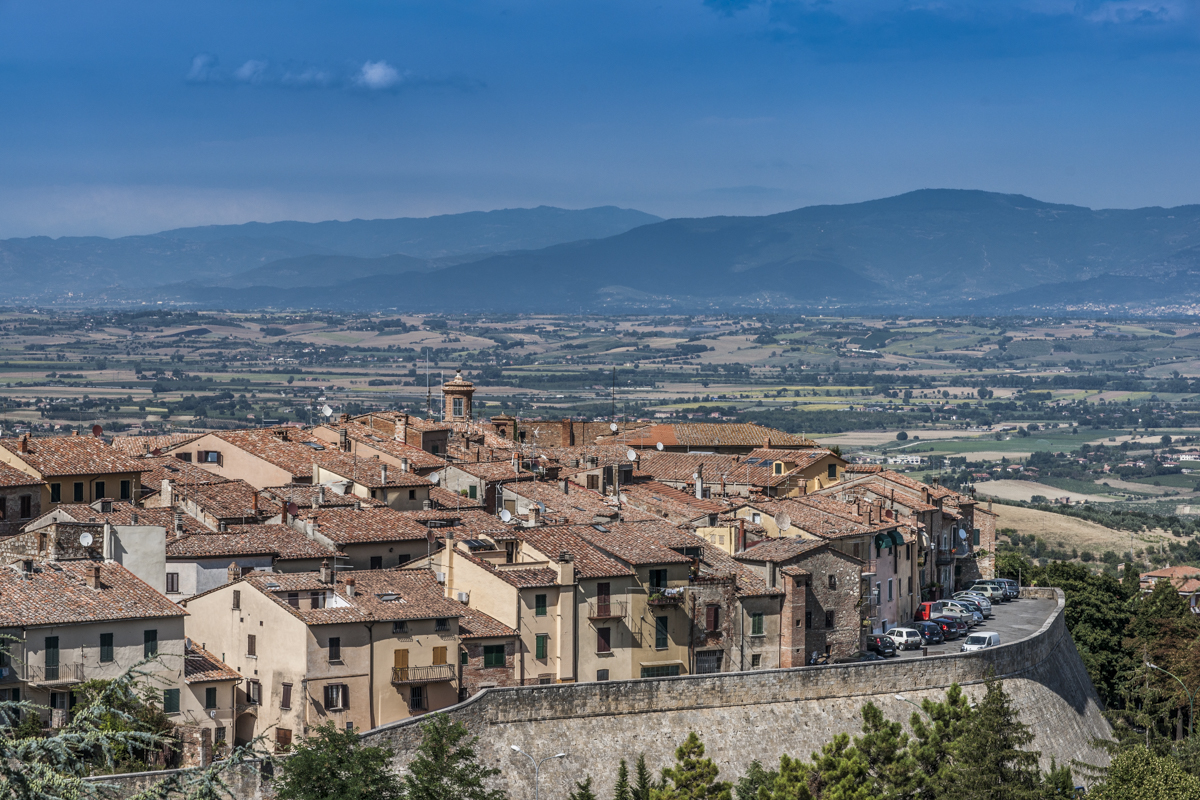
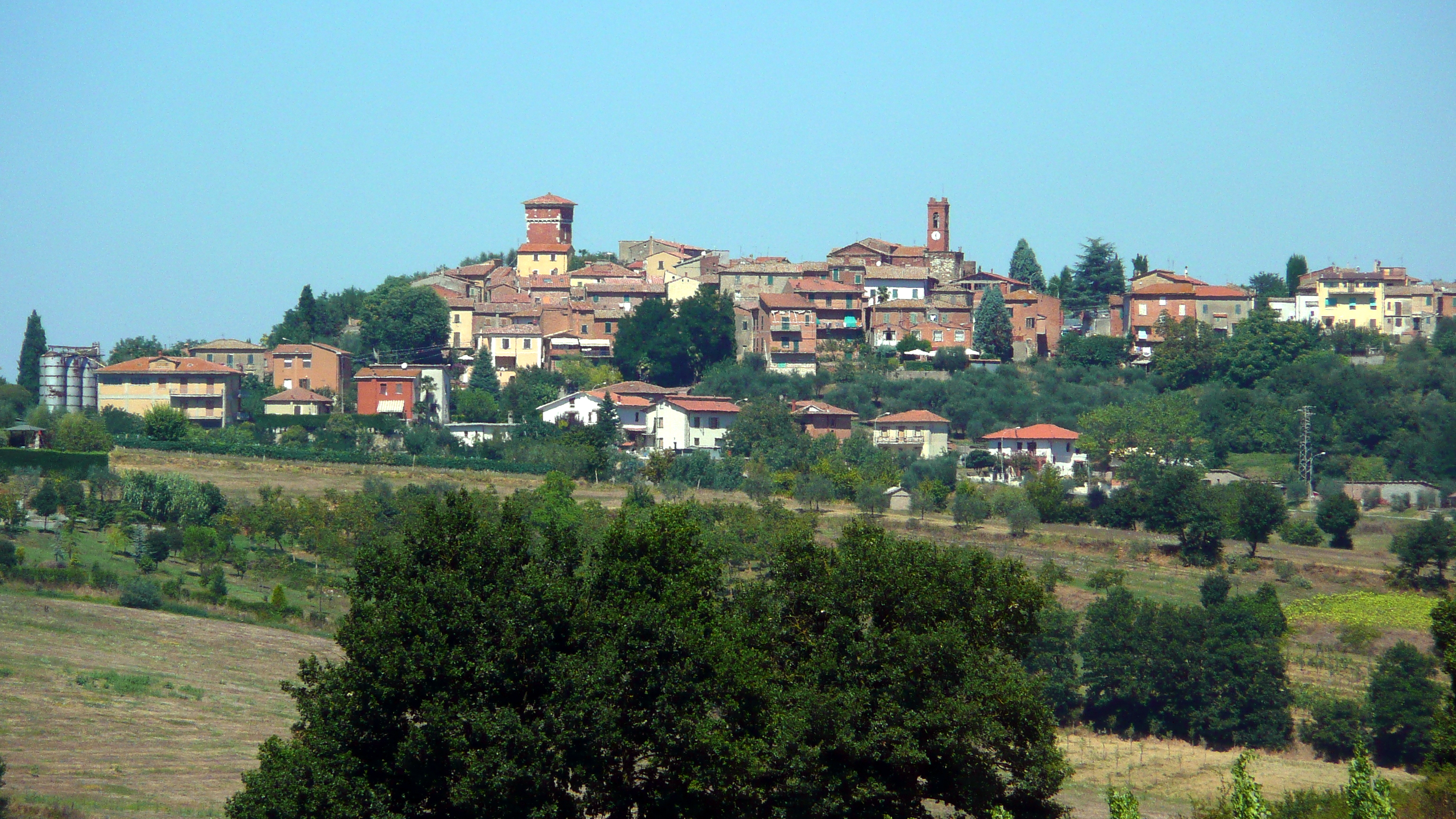
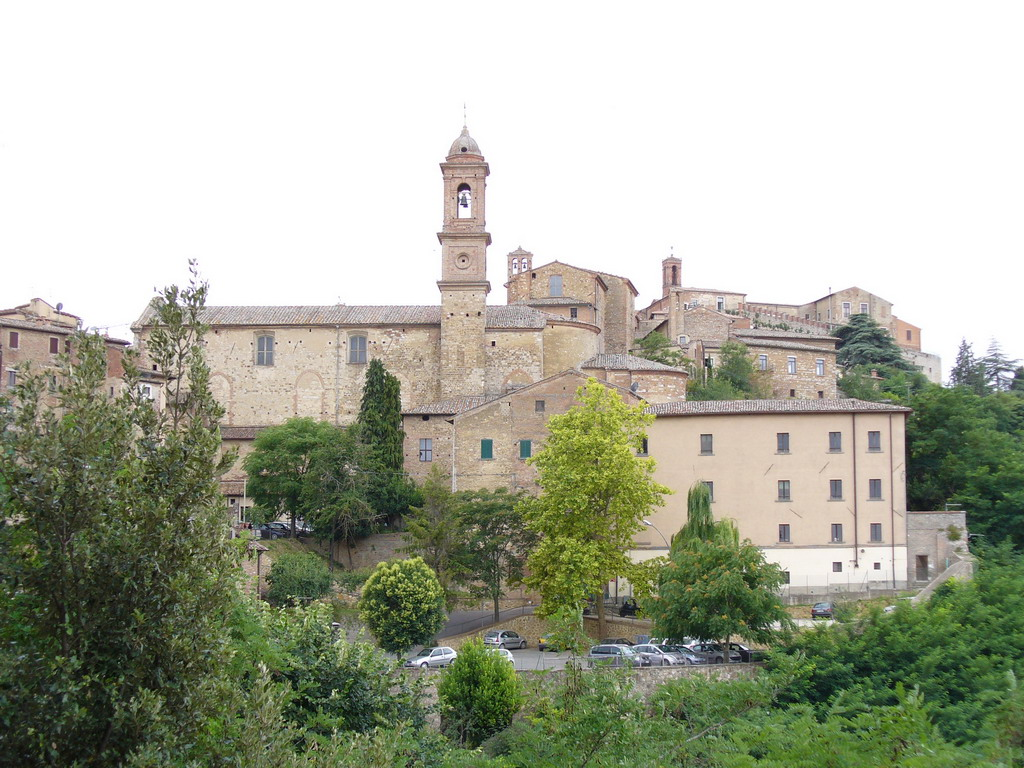

## Histoire
Les origines de Montepulciano sont vraisemblablement très anciennes, puisque le site semble avoir été occupé par les Étrusques, dont on a retrouvé des traces de la présence à l'occasion de fouilles archéologiques.
Néanmoins, la ville actuelle est beaucoup plus récente et trouve son origine au Haut Moyen Âge. Montepulciano a été fondée au VIe siècle par les habitants de Chiusi qui fuyaient les invasions barbares. Ils lui donnèrent le nom de Mons Politianus. On trouve la première mention de ce nom - qui explique celui de ses habitants : les Poliziani (Politiens) - en 715.
Au cours du Moyen Âge, la ville fut l'objet de convoitises de la part de ses voisines plus puissantes, Sienne, Arezzo et Florence. Les Politiens durent se résoudre à choisir l'une d'entre elles comme protectrice contre l'avidité des deux autres. Redoutant particulièrement Sienne, pourtant plus proche, Montepulciano se lia avec Florence en 1202. Cette alliance n'empêcha pas la prise et la destruction de la ville par les Siennois en 1252. Contrôlée à nouveau par les Florentins deux ans plus tard, la ville est reprise par les Siennois en 1260.
Pendant la seconde moitié du XIVe siècle, la famille de Pecora instaure une seigneurie, mettant fin aux libertés communales et exerçant un pouvoir absolu, qui ne prendra fin qu'en 1404, avec le retour de Montepulciano dans l'orbite florentine.
Montepulciano est annexée définitivement à l'État florentin en 1511.

## Administration
| Période                                  | Période       | Identité                  | Étiquette     | Qualité |
| ---------------------------------------- | ------------- | ------------------------- | ------------- | ------- |
| 14 juillet 1985                          | 9 août 1985   | Francesco Colajanni       | PCI           |         |
| 9 août 1985                              | 24 avril 1995 | Giuliano Olivieri         | PSI           |         |
| 24 avril 1995                            | 14 juin 2004  | Piero Di Betto            | centre-gauche |         |
| 14 juin 2004                             | 8 juin 2009   | Massimo Della Giovampaola | centre-gauche |         |
| 8 juin 2009                              | En cours      | Andrea Rossi              | centre-gauche |         |
| Les données manquantes sont à compléter. |               |                           |               |         |

### Hameaux
Abbadia, Acquaviva, Gracciano, Montepulciano Stazione, Valiano, Sant'Albino

### Communes limitrophes
Castiglione del Lago, Chianciano Terme, Chiusi, Cortona, Pienza, Torrita di Siena

### Jumelages
Moulins (France)

## Monuments
Le centre historique est entouré de remparts et de fortifications construits au XVIe siècle sur l'ordre de Cosme Ier par Antonio da Sangallo le Vieux (1483-1546). Montepulciano est surtout connue pour la majesté de ses palais de la Renaissance. Parmi les principaux monuments de Montepulciano, on peut citer  :
- La Forteresse médicéenne (XIIIe siècle)
- La cathédrale (le Duomo), chef-d'œuvre de l'art de la Renaissance, sur la Piazza Grande et ses œuvres :
  - triptyque de l'Assunta de Taddeo di Bartolo,
  - autel des Lys d'Andrea della Robbia,
  - ange de l'Annonciation et la Vierge de l'Annonciation, statues en bois polychrome de Francesco di Valdambrino
  - Madonna Piccolomini de Benedetto da Maiano
  - fonts baptismaux de Giovanni d'Agostino
  - fragments du monument funéraire de Bartolomeo Aragazzi de Michelozzo
- L’église de Jésus ;
- L'église San Francesco ;
- L'église Sant'Agnese ;
- L'église Sant'Agostino ;
- L'église Santa Maria dei Servi ;
- L'église Santa Maria delle Grazie ;
- L'église Santa Lucia de Flaminio del Turco (1653), façade en travertin :
  - Crucifix en bois de Giovanni Battista Alessi,
  - Santi Girolamo, Margherita, Lorenzo, Agnese di Gaetano Perpignani e la Madonna in trono col Bambino de Luca Signorelli.
- Le Palais Tarugi ;
- Le Palais communal du XIVe siècle, qui rappelle le Palazzo Vecchio de Florence  ;
- Le Palais Contucci ;
- Le Palais Cervini ;
- Le Palais Cocconi ;
- La Colonne del Marzocco, sur laquelle est dressé le lion, symbole de l'alliance de la ville avec Florence ;
- La Torre di Pucinella.

Musée
- Le Museo Civico di Montepulciano

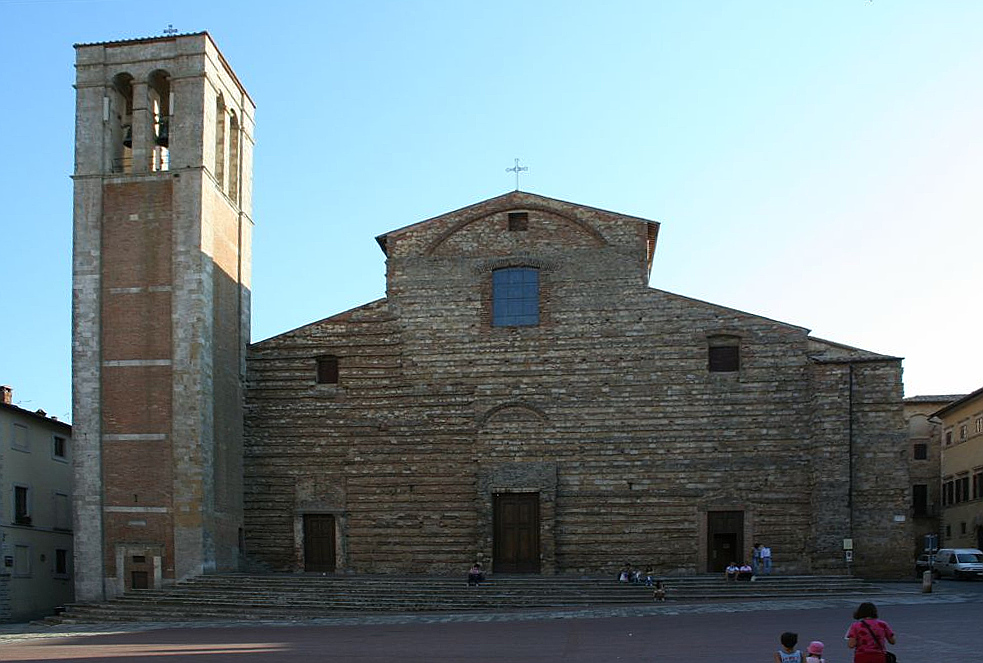
La façade nonfinita du  Duomo et le parvis Piazza Grande.
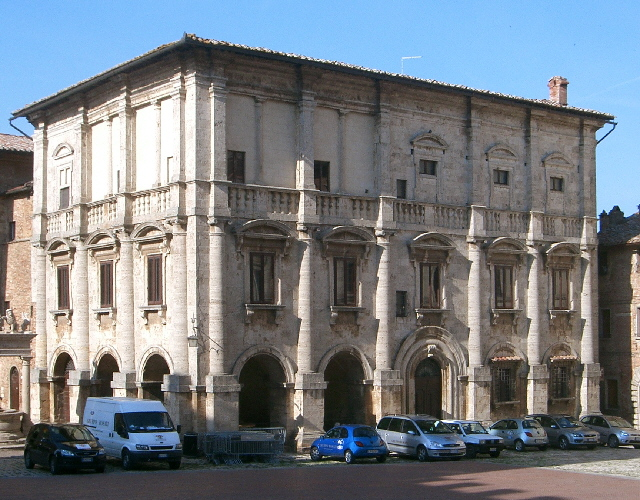
Le Palais Tarugi.
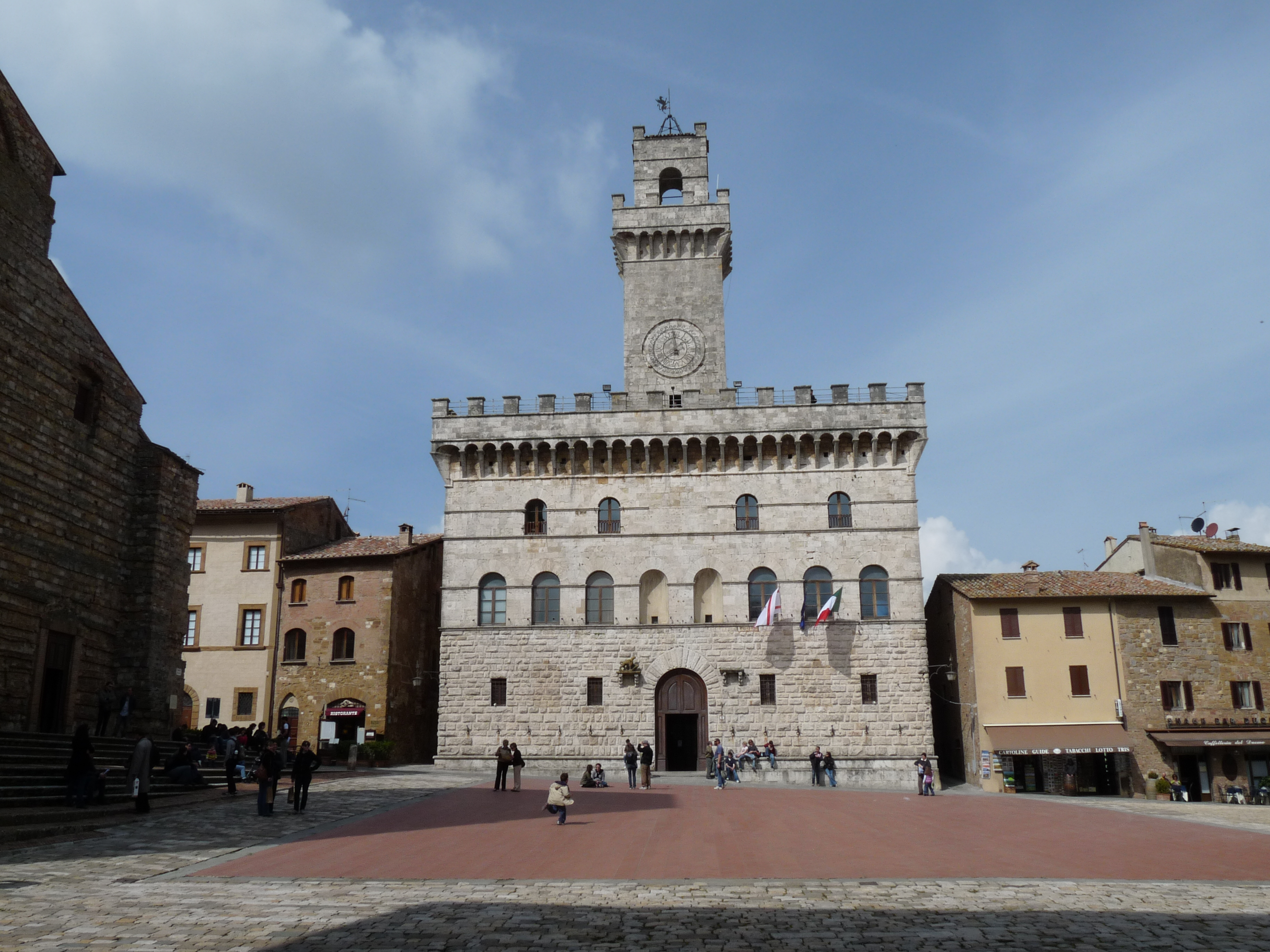
Le Palais communal.
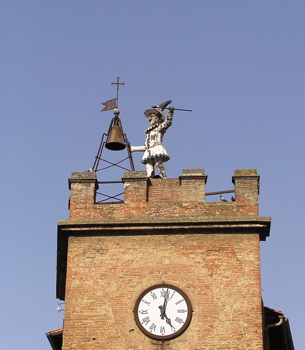
La Torre di Pucinella.
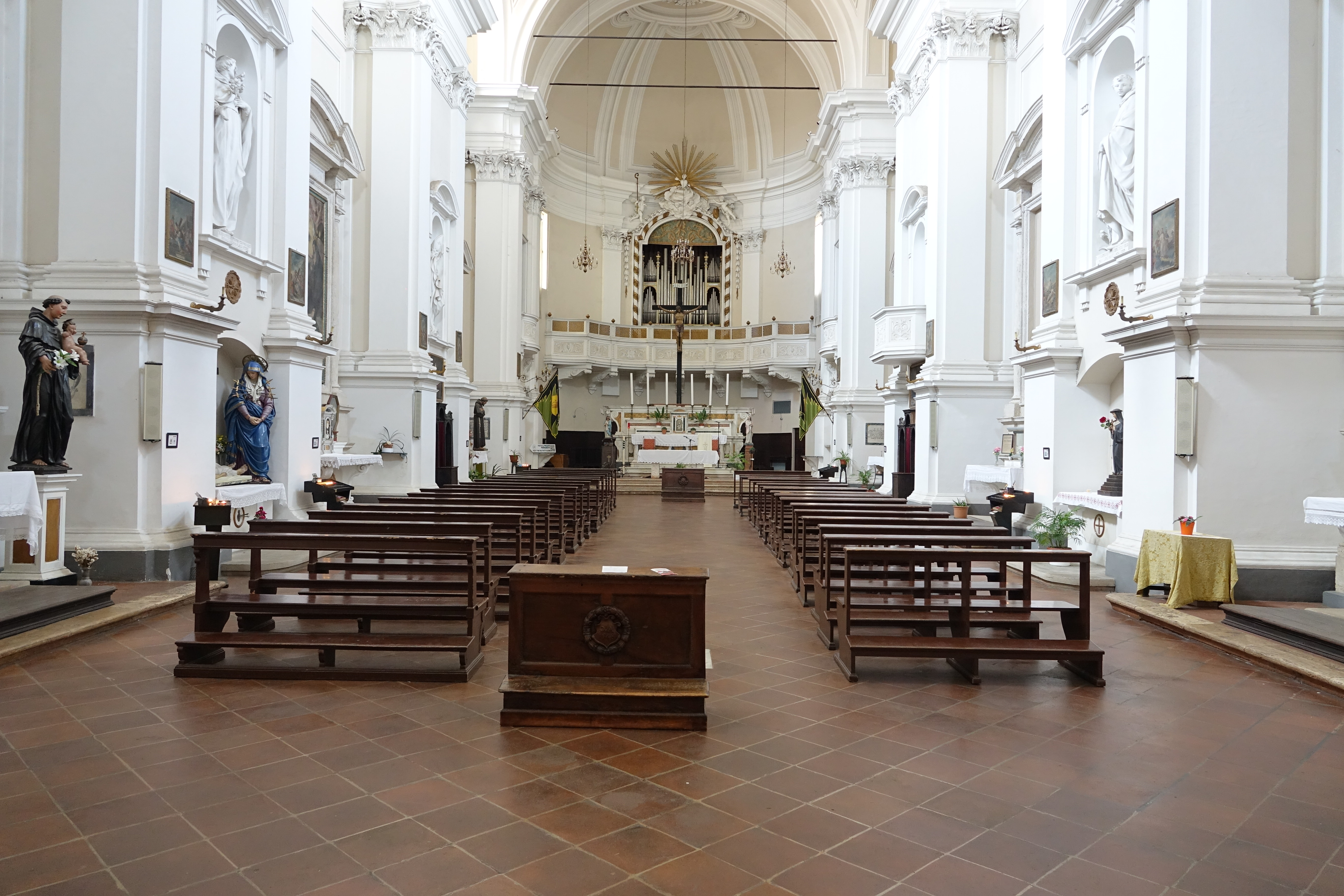
L'intérieur de l'église Sant'Agostino.

### Extra muros
- L'Église San Biagio, considérée comme l'une des plus belles église de la Renaissance italienne.

## Personnalités nées à Montepulciano
- Pietro di Domenico da Montepulciano (Pietro da Recanati) : peintre du début du XVe siècle ;
- Ange Politien (Angelo Ambrogini, dit Politien)  (1454-1494) : écrivain humaniste de la Renaissance ;
- Pape Marcel II (Marcello II) né Marcello Cervini, (Montepulciano 1501-1555) ;
- Robert Bellarmin (Roberto Francesco Romolo Bellarmino) (1542-1621) : théologien jésuite ;
- Roberto de Nobili (1577-1656) :  missionnaire jésuite dans l'Inde du Sud au XVIIe siècle ;
- Marco Coltellini (1724-1779) : librettiste ;
- Pellegrino Maria Carletti (1757-1827) : religieux, évêque de Montepulciano de 1802 à 1827 ;
- Luigi Chiarini (1789-1832) : jésuite : professeur d'histoire et de langues orientales à l'Université de Varsovie ;
- Cesare Sabelli (1897-1984) : pionnier de l'aviation.

## Personnalités liées à la commune
- Agnese da Montepulciano (1268 - 1317), religieuse, fondatrice à 17 ans d'un couvent à Procena, dont elle devint abbesse, puis d'un second à Montepulciano, à 32 ans, où elle sera prieure. Elle fut béatifiée par Clément VIII en 1608 et canonisée par Benoît XIII en 1726.
- Alice Bailly peintre suisse (1872-1938) qui a peint Montepulciano[2]
- Andrea Pazienza (1956 - 1988), auteur de bandes dessinées.